# Charles-François Landry
Charles-François Landry (* 19. März 1909 in Lausanne, Kanton Waadt; † 23. Februar 1973 in Vevey) war ein Schweizer Schriftsteller.

## Leben
Charles-François Landry verbrachte nach der Matura mehrere Jahre in Südfrankreich und in Paris. Im Oktober 1932 heiratete er Yvette Benoit (1908–2004); 1934 wurden sie Eltern einer Tochter. 1936 erlitt er einen Pneumothorax. 1941 liess er sich scheiden und heiratete 1942 Isabelle Gaudin; 1949 wurde ihnen Sohn Philippe geboren. Ab 1952 wohnte die Familie auf Schloss Glérolles.
Landry machte sich als Verfasser von Romanen, historischen Erzählungen, Gedichten und Theaterstücken einen Namen. Er sah sich selbst als Waadtländer Dichter in der Nachfolge von Charles-Ferdinand Ramuz.
Seine sterblichen Überreste sind auf dem Friedhof von Saint-Saphorin begraben.

## Auszeichnungen
- 1938/44/47: Einzelwerkpreise der Schweizerischen Schillerstiftung
- 1951: Prix Charles-Veillon für La Devinaize
- 1960: Grand Prix C.-F. Ramuz

## Werke
- Imagerie, Lausanne 1929
- Contrepoisons, Paris 1932
- Un grand morceau de paradis, Uzès 1937
- La journée chez Mercier, Parpaillon 1937
- Diego, Lausanne 1938
  - Diego. Roman. Deutsch von Arnold Burgauer. Büchergilde Gutenberg, Zürich 1939
  - Diégo. Roman. Deutsch von Else Bredthauer. Drei Eulen, Düsseldorf 1946
- Baragne, Lausanne 1939
  - Buschwald. Roman. Deutsch von Rudolf Jakob Humm. Büchergilde Gutenberg, Zürich 1941
  - Wenn alles wankt. Philosophia rusticana. Roman. Deutsch von Paul Fohr. Rauch, Dessau 1943
- Bord du monde, Lausanne 1940
  - Am Rande der Welt. Roman. Deutsch von Georg Goyert. Rauch, Bad Salzig 1949
- De Pimperlin à Parpaillon, Lausanne 1940
- La brume de printemps, Lausanne 1941
- La route d’Espagne, Lausanne 1941
- Le merle de novembre, Lausanne 1942
- Le temps des amandiers, Paris 1942
- Saint Augustin proie de Dieu Lausanne 1943
- Le Mas-Méjac, Lausanne 1944
- Cassien. Suite au «Mas-Méjac», Lausanne 1945
- Le pavé de Paris, Fribourg 1947
- Garcia, Rolle 1947
- Basilida, Lausanne 1948
- Les grelots de la mule, Rolle 1948
- Reine, Paris 1948
- Domitienne, Rolle 1949
- Mon pauvre frère Judas, Lausanne 1949
- La devinaize, Lausanne 1950
- Le ciel d’eau, Lausanne 1951
- Provence, Genève 1951
- L’orgue de barbarie, Paris 1951
- Chambre noire, Paris 1952
- La diligence de Pourveyrolles. Récit d’un amour, Lausanne 1953
- Arbres, Genève 1953
- Tamyre ou les exigences de l’amour, Paris 1954
- Glérolles, Lausanne 1954
- Suzan, Paris 1955
- Les Nouvelles Orgues de la Cathédrale de Lausanne, 1955
- Le fruit défendu, Lausanne 1956
- Imprimerie, navire des idées, Lausanne 1957
- Jura, continent secret, Le Locle 1957
- La terre vaudoise et ses vignes, Lausanne 1958
- Magie du rail, Pully 1958
- Pour un peu plus d’humanité, Lausanne 1959
- Les ruines de Houdan. OSL, Zürich 1959
- Charles, dernier duc de Bourgogne, Lausanne 1960
- Regards sur Venise, Lausanne 1962
- L’affaire Henri Froment, Bienne 1963
- La rondes des mois – Reigen der Monate. Rascher, Zürich 1963
- Quelques curiosités des chiffres et du calcul, Lausanne 1964
- Les étés courts, Bienne 1964
- Jean-Daniel-Abraham Davel, le patriote sans patrie, Lausanne 1964
- Dix poèmes inédits tirés du «Bel aujourd’hui», Lausanne, 1965
- L’arbre, Lausanne 1966
- Splendeurs et misères de l’or, La Chaux-de-Fonds 1966
- Vaud, Genève 1967
- Moulins en poésie, Rivaz 1967
- Moissons et vendanges, Lausanne 1969
- Nouvelles méridionales, Lausanne 1970

### Theaterstücke
- Caïn, 1957
- Faust 58, 1958
- Samson, 1959
- Le prix d’une montagne, 1960
- Socrate ou l’actualité, 1961
- Œdipe en révolte, 1962
- Les lois, 1963
- Le cycle de Merlin, 1964
- Mon pauvre frère Judas, 1968
- L’Archer (L’Odyssée), 1969
- La geste de Bacchos, 1971